# Applause
„Applause“ je pilotní singl z třetího studiového alba Artpop od americké zpěvačky Lady Gaga. Měl vyjít 19. srpna 2013, ale kvůli unikání na internet se Gaga rozhodla ho vydat už 12. srpna 2013. Poprvé ho zahrála americká rádia a poté se rozšířil do světa. Jeho producenty jsou DJ White Shadow a samotná Lady Gaga.

## O písni
Applause je píseň, ve které Gaga zpívá, aby ji dali to co miluje - potlesk, protože pak ví, že je udělala šťastnými. Na konci písně nenápadně zazní elektronickým hlasem A-R-T-P-O-P. Píseň vyšla o týden dřív, protože se na internet začaly dostávat krátké ukázky písničky a tak se Gaga bála, že někdo vypustí celý song dříve než ona. Původním pilotním singlem měla být skladba Sexxx Dreams, ale tým Lady Gaga ji přemluvil, aby vybrala Applause. Původně se tato skladba ani neměla dostat na album. Applause se stal jejím nejúspěšnějším singlem v amerických rádiích za celou její kariéru. V říjnu 2013 bylo k singlu vydáno i osm remixů.

## Videoklip
Hudební video k Applause se natáčelo 15. července a vyšel 19. srpna 2013. Premiéru měl v pořadu americké televize ABC (American Broadcasting Company) Good Morning America. Sama Lady Gaga na střeše studia spustila videoklip, který sledovali fanoušci přímo na Times Square. Videoklip je barevný, černobílý a jsou na něm i ručně kreslené kulisy. Ve videu můžeme vidět i Gagu s černými vlasy a ve spodním prádle jak tančí na matraci, což má znázorňovat Gagu než se stala slavnou. Dále pak Gagu jak za sebou vleče umělou nohu, což znázorňuje její zranění kyčle, co si způsobila při Born This Way Ball Tour nebo jak má žlutou paruku a je zavřená v kleci, což ukazuje dobu The Fame Monster. Celkově klip pojednává o jejím návratu na hudební scénu. Režiséry videa jsou nizozemští fotografové, kteří s Gagou fotili i fotky pro ARTPOP, Inez & Vinoodh.

## Živá vystoupení
Poprvé Gaga předvedla Applause na udílení cen MTV VMA 2013. Při vystupování vyměnila několikrát kostýmy i paruky. Vystoupení znázorňovalo, všechny čtyři éry její kariéry. Papírový oblek ukazoval éru "Born This way", disco obleček "The Fame", žlutá paruka a pomalovaný obličej z "The Fame Monster" a nakonec kostým z klipu k Applause, kde má tělo zakryto pouze mušlemi a má kudrnaté hnědé vlasy. Gaga vystoupila s Applause 1. září 2013 na iTunes festivalu v Londýně. Poté vystoupila v pořadu Good Morning America, kde předvedla Applause ve stylu Čaroděje ze země Oz. Singl byl i zahrnut v písních, které Gaga představila na ArtRave. 16. listopadu ho předvedla v kabaretní verzi v pořadu Saturday Night Life. A na díkuvzdání zazněl v ABC speciálu: Lady Gaga and the Muppets' Holiday Spectacular. Na konci listopadu ho předvedla živě v Japonsku a stejně tak poté spolu s Venus i na začátku prosince. Singl předvedla i v Londýně na vánočním koncertě Jingle Bell Ball.

## Hudební příčky
| Období (2013)                              | Max. příčka |
| ------------------------------------------ | ----------- |
| Austrálie (ARIA Charts)                    | 11          |
| Rakousko (Ö3 Austria Top 40)               | 6           |
| Kanada (Billboard)                         | 4           |
| Francie (SNEP)                             | 3           |
| Německo (Media Control Charts)             | 5           |
| Irsko (IRMA)                               | 9           |
| Nový Zéland (RIANZ)                        | 7           |
| Švýcarsko (Schweizer Hitparade)            | 7           |
| Spojené království (UK Singles Chart)      | 5           |
| Spojené státy americké (Billboard Hot 100) | 4           |